# Leere Summe
Die leere Summe ist in der Mathematik der Sonderfall einer Summe mit null Summanden. Der leeren Summe wird der Wert Null, das neutrale Element der Addition, zugewiesen. Das Gegenstück der leeren Summe für die Multiplikation ist das leere Produkt.

## Definition
Eine Summe von Zahlen heißt leer, wenn die Menge der Zahlen, über die summiert wird, die leere Menge ist. Das Resultat der leeren Summe wird als die Zahl Null definiert. In der Summenschreibweise bedeutet dies
{\displaystyle \sum _{i\in I}a_{i}=0},
wenn die Indexmenge {\displaystyle I=\emptyset } ist. Insbesondere erhält man eine leere Summe, wenn bei einer endlichen Summe der Startindex {\displaystyle m} größer als der Endindex {\displaystyle n} ist. Es gilt also
{\displaystyle \sum _{i=m}^{n}a_{i}=0},
wann immer {\displaystyle m>n} ist, denn die Indexmenge {\displaystyle I=\{j\in \mathbb {Z} \mid m\leq j\leq n\}} ist dann leer. Da es genau eine Möglichkeit gibt, nichts zu addieren, spricht man auch von der leeren Summe.

## Verallgemeinerungen
Summen sind nicht nur für Zahlen definiert, sondern auch in allgemeineren algebraischen Strukturen, wie beispielsweise Vektorräumen, Körpern, Ringen oder abelschen Gruppen. Die leere Summe von Elementen einer solchen algebraischen Struktur ergibt dann das neutrale Element der Struktur bezüglich der Addition. Beispielsweise ergibt die leere Summe von Vektoren {\displaystyle v_{i}} eines Vektorraums {\displaystyle V} den Nullvektor {\displaystyle 0_{V}}, das heißt
{\displaystyle \sum _{i\in \emptyset }v_{i}=0_{V}},
denn der Nullvektor stellt in {\displaystyle V} gerade das neutrale Element bezüglich der Vektoraddition dar.